# Jüdischer Friedhof (Storkow)

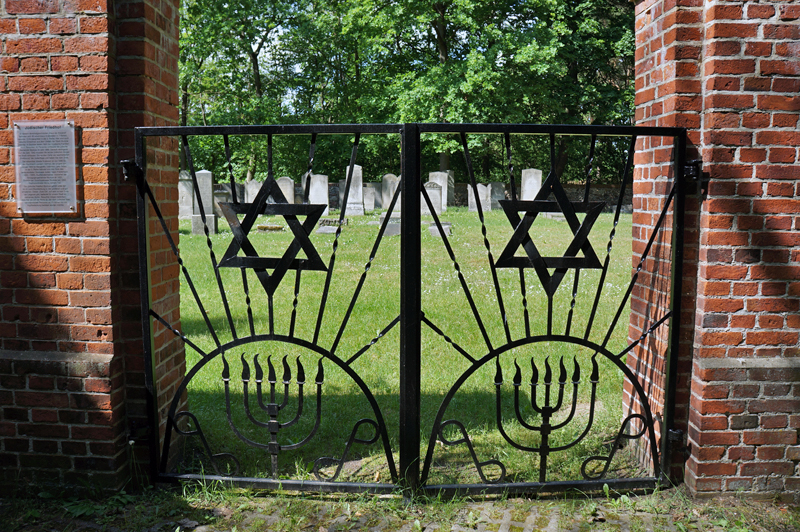
Friedhofstor

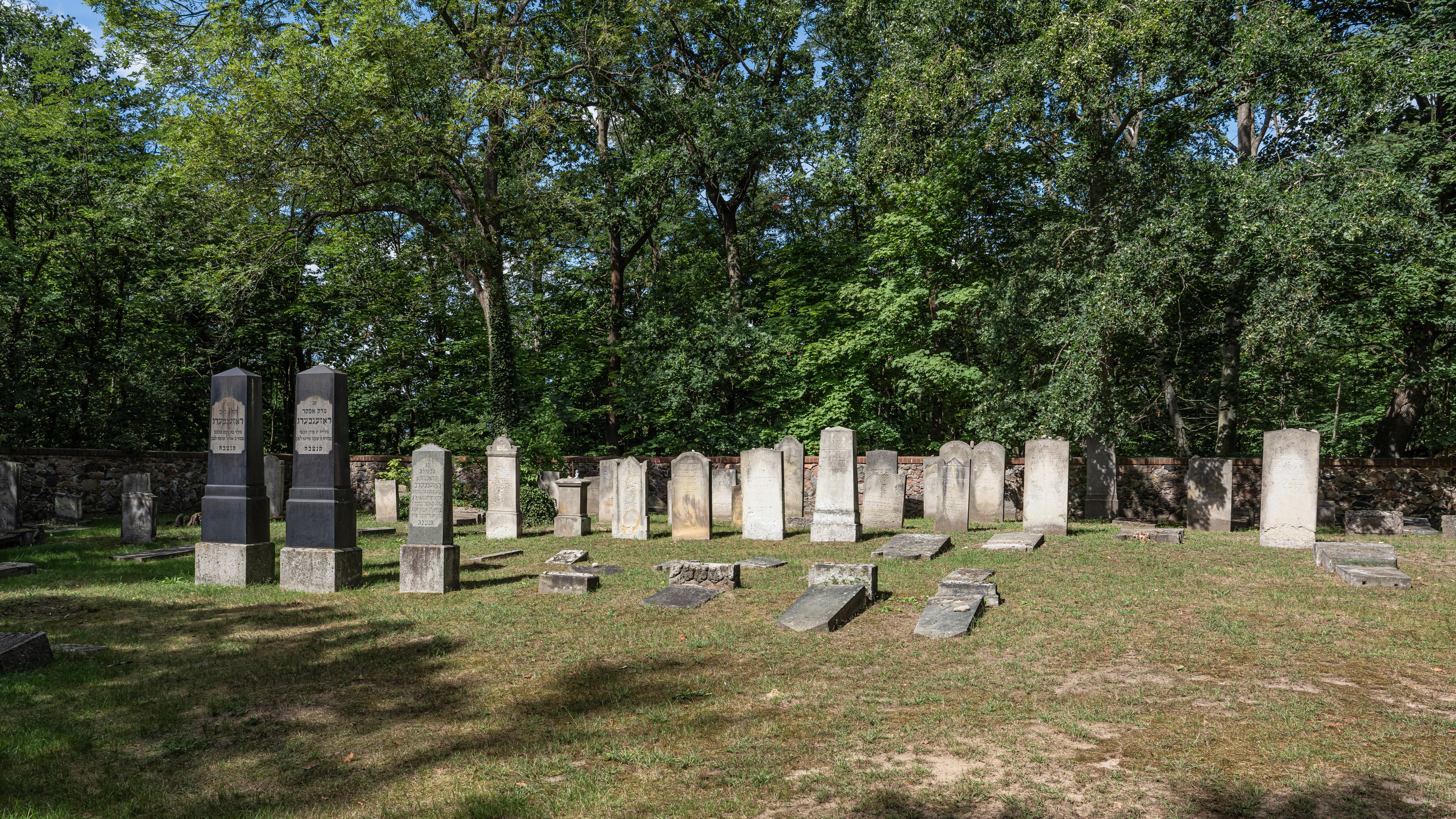
Friedhofsgelände

Der Jüdische Friedhof Storkow ist ein Baudenkmal der Stadt Storkow in Brandenburg. Er wurde vermutlich im 19. Jahrhundert angelegt und besteht aus knapp 90 Grabsteinen auf 750 Quadratmetern. Die Gräber sind in sieben Reihen angelegt und wurden auch für jüdische Einwohner aus dem Storkower Umland errichtet. Die dritte Reihe besteht aus dreizehn Kindergräbern. Der älteste Grabstein stammt von 1836, der jüngste von 1934.

## Lage
Der jüdische Friedhof befindet sich in einem Waldgebiet an der Reichenwalder Straße. Der von einer Mauer umgebene Bereich liegt südöstlich des nur einige Meter entfernten Storkower Friedhofs.

## Geschichte
Die jüdische Gemeinde in Storkow und Umgebung war Anfang des 19. Jahrhunderts eher klein. Im Jahr 1801 lebten hier nur vier jüdische Familien mit insgesamt 17 Personen. Die größte Zahl an jüdischen Einwohnern wurde 1860 vermerkt. Zu dieser Zeit bestand die jüdische Gemeinde Storkow aus 82 Personen, danach verringerte sich die Zahl wieder. 
Der älteste erkennbare Grabstein des Friedhofs wurde 1836 für den Kaufmann Lipmann Siemon errichtet. Der Grabstein des bedeutendsten Storkower Juden, Isaac Friedmann (geboren 1824) befindet sich in der zweiten Reihe. Friedmann war Buchbindermeister und Vorsteher der Synagogengemeinde Storkow. Bis zu seinem Tod 1900 hatte er außerdem das Amt eines Stadtverordneten inne.
Die beiden größten Grabsteine des Friedhofs wurden für Löb (30. Januar 1832 – 29. August 1908) und Ester Rosenberg (29. Mai 1836 – 24. Januar 1915) aufgestellt. Die letzte Beisetzung (Magarete Todtmann) fand im Januar 1934 auf dem Friedhof statt.
Nachdem 1942 die letzten jüdischen Bürger die Stadt verlassen mussten, verfiel der Friedhof und wurde erst 1988 wiederhergestellt. Im Jahr 2009 wurde das Friedhofstor von Unbekannten geschändet, aber zwischenzeitlich wieder instand gesetzt.
Heute ist der Friedhof einer von 60 noch erhaltenen jüdischen Friedhöfen in Brandenburg.